# Charnia
La charnia (gen. Charnia) è un enigmatico organismo estinto, vissuto nel Proterozoico superiore (Ediacarano, circa 560 milioni di anni fa). I suoi resti sono stati ritrovati in quasi tutti i continenti, ma sono famosi soprattutto i fossili ritrovati in Inghilterra, nell'isola di Terranova e in Australia. Questo genere appartiene alla famosa fauna di Ediacara.

## Descrizione
L'aspetto di questo essere doveva assomigliare a quello degli odierni pennatulacei, o “penne di mare”: Charnia era infatti simile a una fronda sottile e allungata. La struttura di questo organismo richiama da vicino quella di altri organismi del Proterozoico, noti come Vendozoa. Il corpo di Charnia era costituito da numerosi segmenti disposti alternativamente sul lato destro e sul lato sinistro, in modo tale da formare una sutura mediana a zig zag.

## Specie

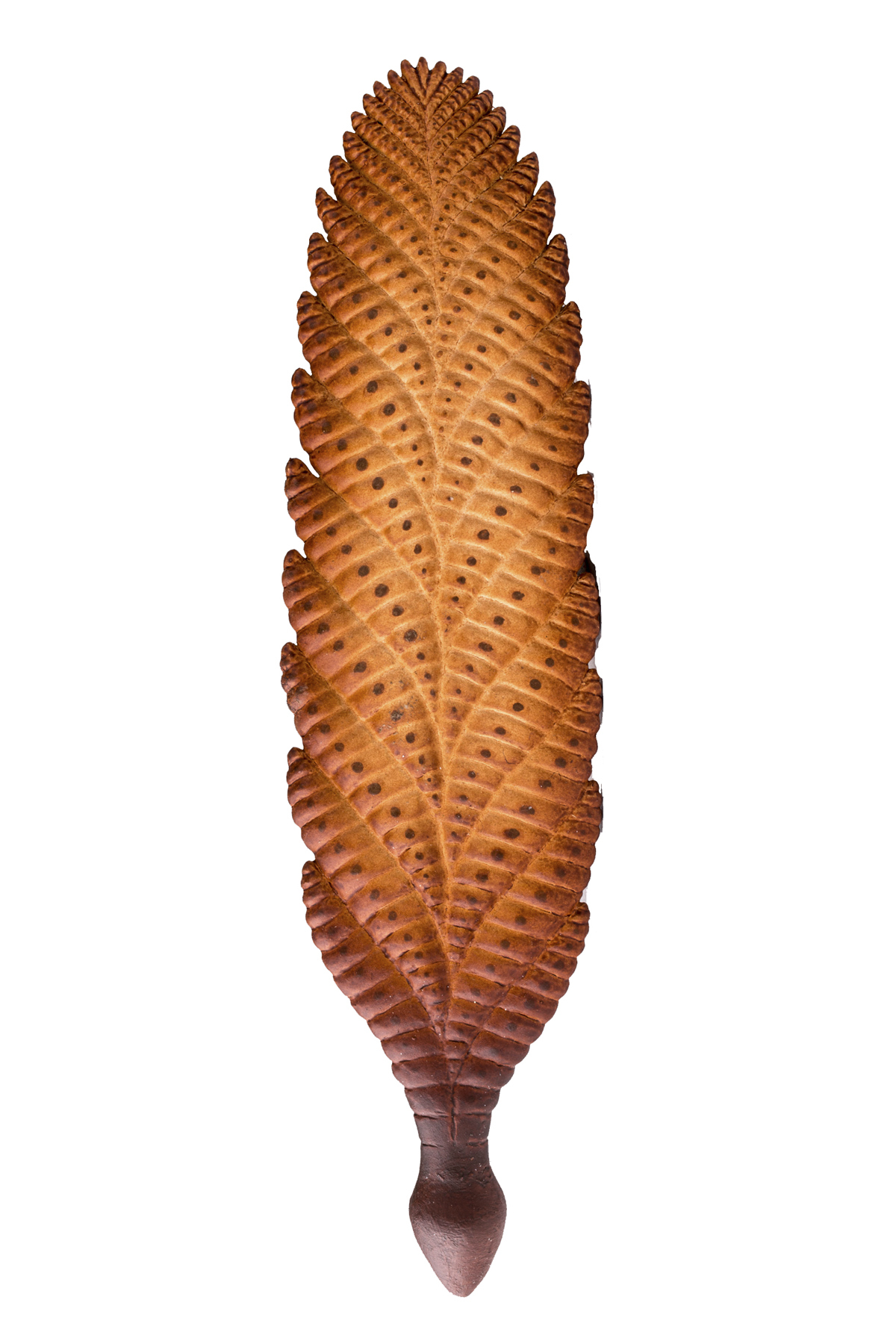
Ricostruzione di Charnia masoni al MUSE di Trento

Sono note tre specie appartenenti a questo genere: Charnia masoni, Charnia wardi e Charnia antecedens.
Charnia masoni è la specie tipo, scoperta nel 1957 dal giovane Roger Mason (che in seguito sarebbe diventato un noto professore di petrologia metamorfica) in Inghilterra centrale. L'olotipo di questa specie risiede nel museo di Leicester City, insieme al suo sister taxon Charniodiscus.
Charnia wardi fu scoperta alla fine degli anni '70 nell'isola di Terranova, ma venne descritta solo nel 2003. Gli esemplari appartenenti a questa specie erano i più grandi fra tutti gli organismi dell'Ediacarano: la lunghezza poteva superare i due metri. La specie si differenzia da C. masoni principalmente per la forma più stretta e allungata.
Charnia antecedens, invece, è stata ridescritta nel 2007 sulla base di esemplari precedentemente ascritti al genere Glaessnerina. La struttura a zig zag di questa specie è maggiormente irregolare rispetto a quella presente negli esemplari di C. masoni.

## Significato dei fossili

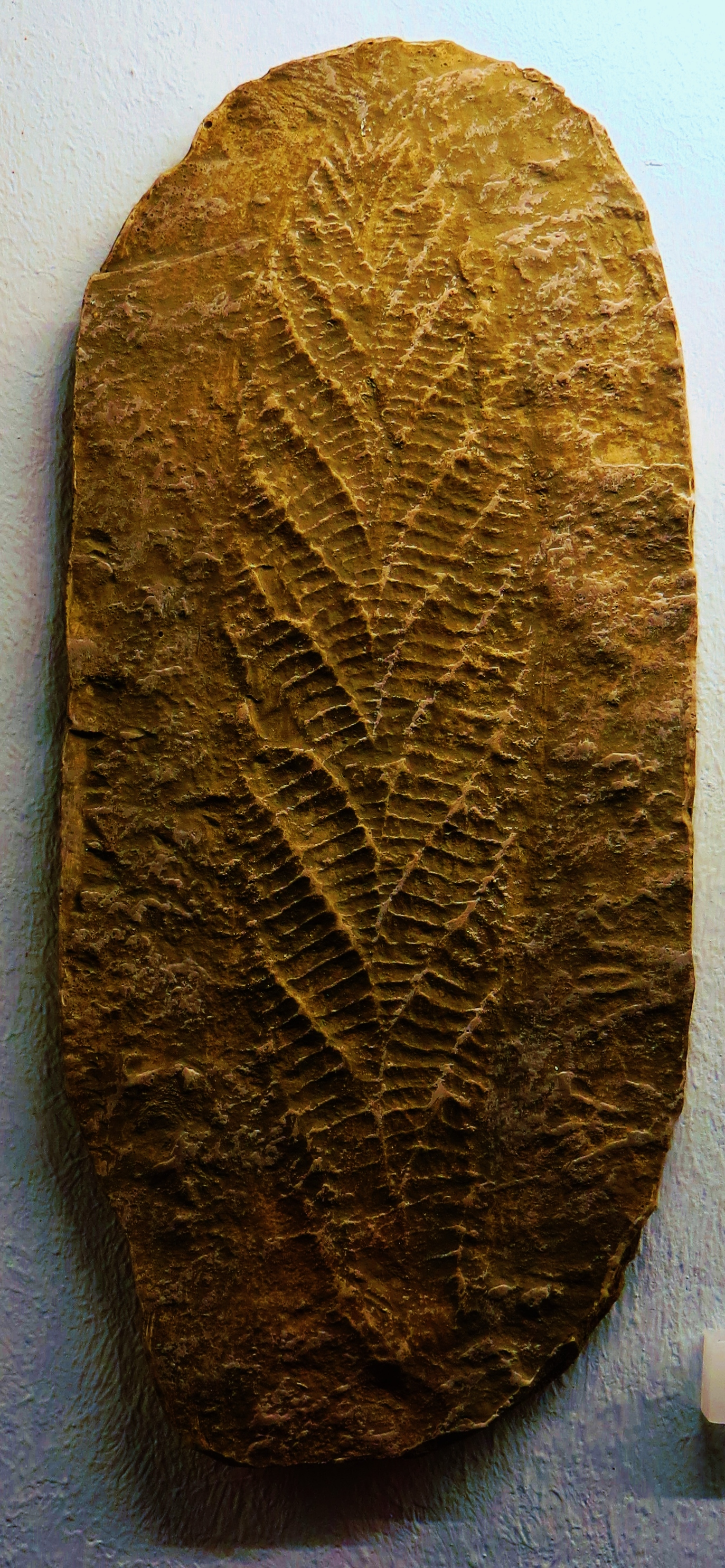
Fossile di Charnia masoni

La charnia è un fossile molto importante per differenti ragioni. In primo luogo, i suoi fossili rinvenuti nel 1957 nella foresta di Charnwood (da qui il nome dell'organismo) furono i primi attribuiti con certezza a rocce del Precambriano. Fino a quel momento, infatti, si pensava che il Precambriano fosse completamente avaro di fossili e che quindi non vi fosse possibilità di vita. Nonostante resti simili a Charnia fossero già stati rinvenuti negli anni '30 (in Namibia) e negli anni '40 (in Australia), gli studiosi pensavano che queste forme appartenessero al periodo Cambriano e non vennero ritenute importanti.
In secondo luogo, Charnia è stata per lungo tempo l'immagine tipo degli animali precambriani. Originariamente fu interpretata come un'alga, ma nel 1966 Glaessner ristudiò i resti e propose che questo organismo fosse strettamente imparentato con le pennatulacee attuali. Con questa immagine delle “penne di mare”, tra gli studiosi si aprì una vera e propria caccia ai fossili precambriani, che portò al riconoscimento di numerose altre forme di vita di quel periodo. L'interpretazione della charnia come “penna di mare”, in ogni caso, è stata recentemente screditata.

## Classificazione
Come già scritto, la charnia è stata considerata un'alga e in seguito un pennatulide. Tuttavia queste teorie non sono più in voga da tempo. Al contrario dei pennatulidi, che crescono a partire dalla base del corpo, la charnia cresceva per mezzo dell'aggiunta di nuovi segmenti nell'apice.
Una teoria attualmente molto in voga è emersa nel corso degli anni '80: secondo Adolf Seilacher, Charnia apparterrebbe a un gruppo estinto di grado sconosciuto, confinato all'Ediacarano ed estintosi senza lasciare discendenti. Questa teoria suggerisce che quasi tutte le forme di vita dell'Ediacarano, in precedenza ritenute essere ancestrali a molti gruppi moderni, erano in realtà strettamente imparentate fra di loro e differenti da ogni altro organismo noto. Questo nuovo gruppo è noto come Vendozoa (o Vendobionta), un clade la cui posizione nell'albero della vita è altamente problematica.

## Distribuzione
La charnia è il genere a più ampia distribuzione temporale e geografica fra tutti i fossili della fauna di Ediacara. La più grande abbondanza di esemplari si rinviene nella costa sudorientale dell'isola di Terranova. Questi fossili sono anche i più antichi di tutta la fauna di Ediacara.

## Ecologia
Si conosce molto poco della possibile ecologia di Charnia. Doveva essere un organismo bentico, ancorato al fondo del mare. Secondo un'ipotesi molto popolare attualmente, questo essere viveva in acque profonde, sotto il livello del moto ondoso; questo significa che l'organismo non esercitava fotosintesi. I fossili non mostrano alcuna traccia di apparato nutrizionale (bocca, intestino), quindi la sua ecologia rimane un vero e proprio enigma. Alcuni hanno ipotizzato che la charnia sopravvivesse tramite una nutrizione basata sul filtraggio delle acque circostanti, o forse tramite l'assorbimento diretto delle sostanze nutrienti. Ulteriori ricerche potrebbero determinare meglio l'ecologia di questi misteriosi organismi.